# Квілінський Ян Владиславович
Ян Владиславович Квілінський (27 лютого 1989, с. Стовбине, Полтавська область — 23 січня 2024, Донецький напрямок) — український квітникар, громадський діяч, військовослужбовець, старший солдат ССО Збройних сил України, учасник російсько-української війни. Кавалер ордена «За мужність» III ступеня (2024, посмертно).

## Життєпис
Ян Квілінський народився 27 лютого 1989 року в селі Стовбиному Миргородського району на Полтавщині.
Навчався в Дібрівській середній школі. Закінчив Полтавську державну аграрну академію (спеціальність — агроном). Працював агрономом із насінництва ДП «Дібрівський кінний завод № 962». Співзасновник родинного ФГ «Сад Квілінського».
Займався спортом. Працював над розвитком боксерського клубу «Арей». 
У 2015—2020 роках був Дібрівським сільським головою. Учасник Революції гідності, голова Миргородської районної організації ВО «Свобода».
Від 26 вересня 2023 року в лавах Збройних сил України. Служив оператором-вогнеметником Окремого центру спеціальних операцій «Схід» Сил спеціальних операцій.  Загинув 23 січня 2024 року на Донецькому напрямку.
Похований на Алеї Героїв у Миргороді.

## Нагороди
- орден «За мужність» III ступеня (2 травня 2024, посмертно) — за особисту мужність, виявлену у захисті державного суверенітету та територіальної цілісності України, самовіддане виконання військового обов'язку[1].